# Herra Hnetusmjör
Herra Hnetusmjör, pseudonimo di Árni Páll Árnason (Kópavogur, 31 agosto 1996), è un rapper islandese.

## Biografia
Originario di Kópavogur e figlio di Árni Magnússon, ossia ex ministro degli Affari sociali in Islanda, ha frequentato la Menntaskólinn í Kópavogi.
Il suo primo album in studio Flottur skrákur, seppur pubblicato indipendentemente, è stato uno dei più venduti nel corso del 2016 a livello nazionale. L'anno successivo è risultato il 21º più venduto, aggiungendo al suo totale altre 958 unità di vendita. Nel medesimo anno ha inciso con Emmsjé Gauti la hit Ðetta má, che è risultata la 22ª più venduta e riprodotta nel corso dell'anno secondo la Félag Hljómplötuframleiðenda.
Nel 2018 ha fondato la propria etichetta KBE, acronimo di Kóp Bois Entertainment, attraverso la quale ha pubblicato i dischi successivi KBE kynnir: Kópboi e KBE kynnir: Hetjan úr hverfinu (certificato platino), che a fine anno sono stati due dei 13 album più venduti a livello nazionale. Il suo maggiore successo dell'anno nella classifica dei singoli annuale del 2018 è stato Upp til hópa, che è terminato in top twenty, seguito dai brani Hetjan, Já ég veit e Labbilabb.
Nel 2019 ha realizzato con la partecipazione di Björgvin Halldórsson il singolo natalizio Þegar Þú blikkar, che è divenuta la sua prima numero uno nella Tónlistinn. Con Stjörnurnar, pubblicata l'anno seguente, è riuscito ad ottenere la sua hit da solista più longeva alla vetta della classifica nazionale con più di cinque settimane consecutive al numero uno.
Nell'ambito del principale riconoscimento musicale islandese, l'Íslensku tónlistarverðlaunin, ha trionfato nella categoria canzone rap/hip hop dell'anno dopo aver partecipato come artista ospite nel singolo Joey Cypher dell'eponimo artista, ottenendo inoltre candidature nell'edizione del 2019 nelle categorie video musicale dell'anno per Fóbó, album rap/hip hop dell'anno per KBE kynnir: Hetjan úr hverfinu e canzone rap/hip hop dell'anno per Upp til hópa.
Ad agosto 2021 è uscito il sesto disco KBE kynnir: Flottur skrákur 2, che ha esordito al 2º posto nella graduatoria nazionale, bloccato dal vertice da Donda di Kanye West.
Nell'agosto 2024 ha fatto ritorno sulle scene musicali rendendo disponibile per il consumo il settimo LP, dal titolo KBE kynnir: Legend í leiknum; il disco ha finito per debuttare direttamente in vetta alla classifica islandese, è oro per le 2 500 unità vendute e ha collocato la traccia Elli egils al numero uno nella stagione primaverile. Ha anche duettato con Saint Pete in Tala minn skít, candidata per l'ÍSTÓN alla canzone hip hop o elettronica dell'anno.

## Discografia

### Da solista

#### Album in studio
- 2015 – Flottur skrákur
- 2017 – KBE kynnir: Kópboi
- 2018 – KBE kynnir: Hetjan úr hverfinu
- 2019 – KBE kynnir: Dögun (con Huginn)
- 2020 – KBE kynnir: Erfingi krúnunnar
- 2021 – KBE kynnir: Flottur skrákur 2
- 2024 – KBE kynnir: Legend í leiknum

#### EP
- 2015 – BomberBois (con Joe Frazier)

#### Singoli
- 2016 – 203 stjórinn
- 2017 – Ár rftir ár
- 2017 – Kling kling
- 2017 – Spurðu um mig
- 2018 – Shoutout á mig
- 2018 – Upp til hópa (feat. Ingi Bauer)
- 2019 – Sorry mamma (con Huginn)
- 2019 – Fataskáp afturí
- 2019 – Vitleysan eins
- 2019 – Þegar Þú blikkar (feat. Björgvin Halldórsson)
- 2020 – Essukajemeina (veistu hvað ég meina)
- 2020 – Stjörnurnar
- 2021 – Gerðu þig
- 2022 – Hálfa milljón (con Emmsjé Gauti)
- 2022 – Sjáðu mig nú (con Birgir Hákon)
- 2022 – Cashmere draumur (con Birgitta Haukdal)
- 2023 – Vinn við það (con Friðrik Dór e Þormóður)
- 2023 – All In
- 2024 – Koss á þig
- 2024 – Hef verið verri
- 2024 – Til í allt, pt. III (con StopWaitGo, Friðrik Dór e Steindi Jr.)
- 2025 – Stórir strákar (con Ízleifur)

### IceGuys
- 2024 – 1918

## Libri
- Herra Hnetusmjör: Hingað til. Reykjavík: Bjartur, 2020, ISBN 9789935300478.